# Аллен, Брэндон
Брэ́ндон А́ллен (англ. Brandon Allen; 8 октября 1993, Олд-Бридж, Нью-Джерси, США) — американский футболист, нападающий.
Старший брат Брэндона Аллена — Ар Джей Аллен — также профессиональный футболист.

## Клубная карьера
Выступая за молодёжные команды академии «Нью-Йорк Ред Буллз», Аллен в сезоне 2010/11 забил 28 голов, а в сезоне 2011/12 — 27 голов. С 2012 по 2015 год он обучался в Джорджтаунском университете, где за проведённый 91 матч в составе университетской команды отличился 50 забитыми голами. В 2014 году он также выступал за любительский клуб «Балтимор Богемианс» из Premier Development League — четвёртого по уровню дивизиона.
21 декабря 2015 года «Нью-Йорк Ред Буллз» подписали с Алленом контракт доморощенного игрока. Его профессиональный дебют состоялся 26 марта в первом туре сезона 2016 United Soccer League, где он в составе фарм-клуба «Нью-Йорк Ред Буллз II» в матче против «Торонто II», закончившимся ничьей 2:2, забил оба гола своей команды. 28 мая Аллен дебютировал за первую команду «Ред Буллз» в MLS, выйдя на замену на 83-й минуте победного матча с «Торонто» вместо Брэдли Райт-Филлипса. По итогам сезона USL 2016 Брэндон, забивший 15 голов в регулярном первенстве, вошёл в символическую первую сборную сезона, а также по результатам голосования был признан новичком года. 23 октября 2016 года в финальном матче сезона USL против «Своуп Парк Рейнджерс» Аллен оформил хет-трик, помогший второй команде нью-йоркцев разгромить соперника со счётом 5:1 и выиграть титул чемпионов третьего дивизиона. 15 июля 2017 года Аллен отправился в аренду в «Миннесоту Юнайтед» на оставшуюся часть сезона 2017. Дебютировал за «гагар» он 7 октября в матче против «Спортинга Канзас-Сити», выйдя на замену в концовке встречи. По завершении сезона 2017 «Нью-Йорк Ред Буллз» не стали предлагать Аллену, вернувшемуся из аренды, продление контракта.
8 января 2018 года Аллен подписал контракт с клубом USL «Бетлехем Стил». Пребывание Брэндона в «Стил» началось с «дубля» в ворота «Ричмонд Кикерс» в матче стартового тура сезона 17 марта.
22 мая 2018 года было объявлено о переходе Аллена в «Нэшвилл». Брэндон забил гол в дебютном матче в составе клуба из столицы Теннесси, 23 мая отличившись во встрече в рамках Открытого кубка США против любительского клуба «Миссисипи Брилла».
5 декабря 2018 года Аллен заключил контракт с «Тампа-Бэй Раудис». Дебютировал за флоридский клуб 16 марта 2019 года в матче против «Питтсбург Риверхаундс». 24 апреля 2019 года в матче против «Атланты Юнайтед 2» забил свой первый гол за «Тампа-Бэй Раудис».
26 июня 2019 года Аллен перешёл в «Мемфис 901». Дебютировал за свой новый клуб 29 июня в матче против «Шарлотт Индепенденс». 20 июля в матче против «Нью-Йорк Ред Буллз II» забил свои первые голы за «Мемфис 901», оформив дубль.
28 июня 2021 года Аллен подписал контракт с «Окленд Рутс». Дебютировал за «Окленд Рутс» 25 июля в матче против «Лос-Анджелес Гэлакси II».

## Международная карьера
Аллен представлял Соединённые Штаты на уровне сборных до 18 лет и до 20 лет.

## Статистика выступлений
| Выступление                       | Выступление      | Выступление      | Лига | Лига | Плей-офф | Плей-офф | Кубок | Кубок | ЛЧ КОНКАКАФ | ЛЧ КОНКАКАФ | Итого | Итого |
| Клуб                              | Лига             | Сезон            | Игры | Голы | Игры     | Голы     | Игры  | Голы  | Игры        | Голы        | Игры  | Голы  |
| --------------------------------- | ---------------- | ---------------- | ---- | ---- | -------- | -------- | ----- | ----- | ----------- | ----------- | ----- | ----- |
| Нью-Йорк Ред Буллз                | MLS              | 2016             | 1    | 0    | 0        | 0        | 0     | 0     | 0           | 0           | 1     | 0     |
| Нью-Йорк Ред Буллз                | MLS              | 2017             | 0    | 0    | —        | —        | 0     | 0     | 0           | 0           | 0     | 0     |
| Нью-Йорк Ред Буллз                | Итого            | Итого            | 1    | 0    | 0        | 0        | 0     | 0     | 0           | 0           | 1     | 0     |
| Нью-Йорк Ред Буллз II (фарм-клуб) | USL              | 2016             | 28   | 15   | 4        | 6        | —     | —     | —           | —           | 32    | 21    |
| Нью-Йорк Ред Буллз II (фарм-клуб) | USL              | 2017             | 15   | 9    | —        | —        | —     | —     | —           | —           | 15    | 9     |
| Нью-Йорк Ред Буллз II (фарм-клуб) | Итого            | Итого            | 43   | 24   | 4        | 6        | —     | —     | —           | —           | 47    | 30    |
| Миннесота Юнайтед (аренда)        | MLS              | 2017             | 1    | 0    | —        | —        | —     | —     | —           | —           | 1     | 0     |
| Миннесота Юнайтед (аренда)        | Итого            | Итого            | 1    | 0    | —        | —        | —     | —     | —           | —           | 1     | 0     |
| Бетлехем Стил                     | USL              | 2018             | 7    | 2    | —        | —        | —     | —     | —           | —           | 7     | 2     |
| Бетлехем Стил                     | Итого            | Итого            | 7    | 2    | —        | —        | —     | —     | —           | —           | 7     | 2     |
| Нэшвилл                           | USL              | 2018             | 21   | 8    | 1        | 0        | 3     | 1     | —           | —           | 25    | 9     |
| Нэшвилл                           | Итого            | Итого            | 21   | 8    | 1        | 0        | 3     | 1     | —           | —           | 25    | 9     |
| Тампа-Бэй Раудис                  | USLC             | 2019             | 8    | 1    | —        | —        | 2     | 3     | —           | —           | 10    | 4     |
| Тампа-Бэй Раудис                  | Итого            | Итого            | 8    | 1    | —        | —        | 2     | 3     | —           | —           | 10    | 4     |
| Мемфис 901                        | USLC             | 2019             | 19   | 9    | —        | —        | —     | —     | —           | —           | 19    | 9     |
| Мемфис 901                        | USLC             | 2020             | 15   | 3    | —        | —        | —     | —     | —           | —           | 15    | 3     |
| Мемфис 901                        | Итого            | Итого            | 34   | 12   | —        | —        | —     | —     | —           | —           | 34    | 12    |
| Окленд Рутс                       | USLC             | 2021             | 7    | 0    | —        | —        | —     | —     | —           | —           | 7     | 0     |
| Окленд Рутс                       | Итого            | Итого            | 7    | 0    | —        | —        | —     | —     | —           | —           | 7     | 0     |
| Всего за карьеру                  | Всего за карьеру | Всего за карьеру | 122  | 47   | 5        | 6        | 5     | 4     | —           | —           | 132   | 57    |

Источник: Soccerway.

## Достижения
Командные
 «Нью-Йорк Ред Буллз II»
- Чемпион USL: 2016
- Победитель регулярного чемпионата USL: 2016

Индивидуальные
- Новичок года в USL: 2016
- Член первой символической сборной USL: 2016